# スミレタクシー
株式会社スミレタクシーは、香川県坂出市に本社を置くタクシー事業者である。
坂出市内にてタクシーを運行している。

## 沿革
- 1919年（大正10年） - スミレ自動車商会として設立。
  - 当時は定期乗合自動車及び旅客自動車運送業を営んでいた。
- 1942年（昭和17年） - 戦時中の統合により、タクシー専業に。
- 1950年（昭和25年） - 株式会社スミレタクシーに社名変更。
- 2006年（平成18年）4月1日 - 東山魁夷せとうち美術館乗合タクシーの運行開始。

## 乗合タクシー
以下の乗合タクシーを運行している。
東山魁夷せとうち美術館乗合タクシー
- JR坂出駅前 - 東山魁夷せとうち美術館　※途中に停留所なし（直行）
  - 復路（美術館発）は、予約制（出発30分前までか、往路便の車内で予約要）
  - 運賃は1人500円
  - 車両は一般のセダン型乗用タクシー車を使用
  - 運行開始当初は坂出タクシー、大和タクシーとの共同運行だったが、現在は1社で運行している。